# Kamiłła Gafurzianowa
Kamiłła Jusufowna Gafurzianowa, ros. Камилла Юсуфовна Гафурзянова (ur. 18 maja 1988 w Kazaniu) – rosyjska florecistka. Srebrna medalistka igrzysk olimpijskich i mistrzostw świata. 
Walczyła lewą ręką. Na igrzyskach olimpijskich w Londynie w 2012 roku reprezentacja Rosji w składzie: Aida Szanajewa, Łarisa Korobiejnikowa, Inna Dierigłazowa i Kamiłła Gafurzianowa zdobyła srebro drużynowo, przegrywając w finale z reprezentacją Włoch. Indywidualnie Gafurzianowa nie startowała. Był to jej jedyny start olimpijski.
Podczas mistrzostw świata w Antalyi w 2009 roku razem ze Aidą Szanajewą, Łarisą Korobiejnikową i Juliją Biriukową wywalczyła srebrny medal w zawodach drużynowych. Ponadto zdobyła srebrny medal drużynowo na mistrzostwach Europy w Płowdiwie (2009) oraz srebrny indywidualnie i brązowy drużynowo na mistrzostwach Europy w Legnano (2012).
W 2011 sięgnęła po złoto uniwersjady w konkursie indywidualnym i drużynowym.